# Невидимия
„Невидимия“ (на английски: The Invisible Man) е повест на английския писател Хърбърт Дж. Уелс, издадена през 1897 г., като първоначално е публикувана на части в „Pearson's Weekly“ същата година.
Главен персонаж в историята е млад учен без каквито и да е хуманни ценности. Воден от своята алчност и жестокост, той изобретява серум, който го прави невидим, но в същото време го води и към лудост.
За разлика от предишните две научнофантастични творби на Уелс „Машината на времето“ и „Островът на доктор Моро“, тук сюжетът не се води от първо лице, а от трето.

## Сюжет
През един зимен ден на февруари непознат мъж, целия омотан от глава до пети, отсяда в странноприемницата „Кочияш и коне“ в село Айпинг, Англия. Мъжът, изпитващ страх да покаже и част от плътта си, наема стая, в която да провежда своите научните експерименти, подчертавайки на съдържателите да не бъде обезпокояван. Следващите месеци тайнственият учен прекарва в работа, рядко напускайки мястото си. Местните жители започват да изпитват любопитство и страх към странника, подозирайки, че е престъпник. Г-н Къс, местният лекар, разговаря с новодошлия. По време на разговоря носа на доктора е докоснат от събеседника му, без да се вижда самата му ръка.

## Персонажи
- Непознатия – мистериозен учен, увит от главата до петите. Лицето му е бинтовано и носи големи сини предпазни очила, както и изкуствен розов нос. Груб и раздразлив. Страни от хората и е необщителен.
- Г-н Къс – местен лекар, който първи започва да подозира Непознатия, че е невидим.
- Г-жа Хол – съдържателка на странноприемницата „Кочияш и коне“, където отсяда Непознатия. Любопитна и словоохотлива жена, която държи на своята дума.
- Г-н Хол – съпруг на г-жа Хол. Весел и разговорлив мъж, който обича да си попийва. Развежда туристите на Айпинг с кабриолет. Често е подстрекаван от г-жа Хол.
- Г-н Бънтинг – викарий на града, който една нощ е обран от Непознатия.
- Г-жа Бънтинг – съпруга на викария.
- Теди Хенфри – любопитен и притеснителен часовникар, който изпитва подозрения към непознатия.
- Фиъренсайт – кочияш, чийто кучи ухапва Непознатия. Мисли непознатия за мелез, чийто тяло е на черни и бели петна.
- Хъкстър – собственик на магазин, в близост до „Кочияш и коне“.
- Мили – флегматична прислужница, която получава множество забележки от г-жа Хол.
- Гулд – учител, който мисли непознатия за анархист-терорист.
- Сайлъс Дърган – човек, който твърди, че Непознатия трябва да се показва по панаирите.
- Санди Уоджърс – ковач.

## Издания на бълг. ез.
- 1964. София. Изд: „Народна култура“. Биб: „Юношески романи“. Твърди корици. Стр: 180.
- 1970. София. Изд: „Народна култура“. Меки корици. Стр: 179.
- 1980. София. Изд: „Народна култура“. Биб: „Световна класика“, сборник „Избрани творби“ на Хърбърт Дж. Уелс, заедно с избрани разкази и романа „Засега“. Твърди корици. Стр: От 13 до 168.
- 2001. София. Изд: „PGL“. „Избрани творби“ на Хърбърт Дж. Уелс, заедно с избрани разкази и романа „Засега“. Меки корици. Стр: От 3 до 148.